# Lola Lafon
Lola Lafon (Parijs, 28 januari 1974) is een Franse schrijver en musicus. Ze beschrijft zichzelf als anarcho-feminist. In haar romans stelt ze indringende vragen over het geweld tegen vrouwen en de leugens over vrouwen die in de samenleving rondgaan.

## Biografie
Lola Lafon werd geboren in Parijs. Ze heeft een Russisch-Poolse moeder en een Franse vader. Samen met haar oudere zuster groeide ze op in een communistisch gezin in Sofia (Bulgarije) en in Boekarest (Roemenië) ten tijde van het regime van Nicolae Ceaușescu. Haar ouders werkten als docent Franse literatuur bij de Universiteit van Boekarest. Haar vader was specialist in de literatuur van de Verlichting, in het bijzonder Denis Diderot. Halverwege de jaren tachtig keerde het gezin, teleurgesteld door de dogmatische ontwikkeling van het communisme in Roemenië, terug naar Frankrijk.
Lafon studeerde Engels aan de Sorbonne maar vertrok na het eerste jaar naar New York. Ze werkte daar als au pair en zat zes maanden op een dansschool — ze danst sinds haar vierde jaar klassieke en hedendaagse dans.
Terug in Frankrijk verkeerde ze een tijd in de Parijse kraakbeweging en in het milieu van de autonome bewegingen. In 1995 nam ze deel aan betogingen tegen nieuwe wetgeving over het minimumjeugdloon. In die tijd werd ze ook slachtoffer van een verkrachting. Over deze periode in haar leven schreef ze in 2003 het boek Une Fièvre impossible à négocier.
Aan het begin van de jaren 2000 richtte ze de muziekgroep Leva op, een rockgroep die geïnspireerd wordt door muziek uit de Balkan. Ze organiseerde concerten op basis van haar boek Une Fièvre inpossible à négocier waarin literatuur, muziek en choreografie in elkaar overlopen. In 2006 nam ze haar eerste album Grandir à l'envers de rien op. In 2022 volgde het album Une vie de voleuse.
Over haar opvattingen zegt Lafon: "Ik ben een feministe, en ik vind het niet erg dat mensen dat zeggen. Ik geef zelfs de voorkeur aan anarcho-feminist, dat omvat alles! Maar ik voel me geen gevangene van een rol. Er zijn onderwerpen die me interesseren en daar schrijf ik over".
Lafon schrijft regelmatig over het feminisme in de dagbladen Libération, Le Monde en het weekblad Charlie Hebdo.
In 2022 is Lafon benoemd tot officier in de Ordre des Arts et des Lettres.

## Literair werk
Une Fièvre impossible à négocier speelt zich af in Parijs aan het eind van de jaren ’90. In kraakpanden gaat de verteller in gesprek met militante anarchisten die actief zijn in de antifascistische strijd en actie voeren tegen de gevestigde orde. Volgens Libération is het boek "een autobiografisch boek dat flirt met fictie om de eigen geschiedenis beter te verteren".
Nous sommes les oiseaux de la tempête qui s’annonce (2011) is een verhaal over jonge vrouwen die in opstand komen tegen de repressie, en speelt tegen de achtergrond van de Haymarket-affaire in Chicago in de 19e eeuw.
La Petite Communiste qui ne souriait jamais (De kleine Roemeense die nooit glimlachte), verschenen in 2014, gaat over het leven van Nadia Comăneci, een veertienjarige Roemeense turnster. Op jonge leeftijd wordt ze geselecteerd en opgenomen in het nationale team. Op veertienjarige leeftijd neemt ze deel aan de Olympische Zomerspelen 1976 in Montreal. Haar oefening op de brug met ongelijke leggers wordt door de jury beloond met een 10 en maakt haar beroemd in het buitenland. Lafon beschrijft de intensieve trainingen die aan dit succes vooraf zijn gegaan, de ontberingen, de lange trainingssessies, het weinige eten en drinken om de turnsters op gewicht te houden, het communistisch klimaat en de verering voor Nicolae Ceaușescu. Door deelname aan de toernooien in het buitenland krijgen de turnsters ook de mogelijkheid om te zien hoe het er in een niet-communistisch land aan toe gaat. Het verhaal dat Lafon optekent wordt afgewisseld met korte fictieve gesprekjes waarin Lafon Naida commentaar laat geven op haar schrijven. Als Nadia Comăneci ouder wordt verandert haar lichaam en wordt zij op sportief gebied overvleugeld door een jongere generatie. Rond de val van het regime van Ceausescu ontvlucht ze Roemenië. Van La Petite Communiste qui ne souriait jamais werden 100.000 exemplaren verkocht binnen achttien maanden na de verschijning.
In Mercy, Mary, Patty schrijft Lafon over de ontvoering in 1974 van Patricia Hearst, de kleindochter van de mediamagnaat William Randolph Hearst, die tijdens haar ontvoering deelnam aan een bankoverval.
Parijs, 1984. De dertienjarige Cléo, de hoofdpersoon in de roman Chavirer leidt met haar ouders een bescheiden bestaan in een van de Parijse Banlieues. Ze droomt ervan om danseres moderne jazz te worden. Op een dag krijgt ze een studiebeurs van een stichting en ontdekt al snel dat ze in de val is gelokt. De stichting werft jonge vrouwen om die seksueel uit te buiten. Cléo gaat hierin mee en wordt van slachtoffer een medeplichtige door andere schoolmeisjes te werven.
Quand tu écouteras cette chanson (Als je naar dit lied luistert) verscheen in 2022. In het kader van het Franse schrijversproject Ma nuit au Musée brengt Lafon de nacht van 18 op 19 augustus 2021 door in het Anne Frank Huis in Amsterdam. Ze slaapt nauwelijks maar dwaalt door het het Achterhuis waar Anne Frank haar dagboek schreef. Ze reflecteert op de ontstaansgeschiedenis van het dagboek en over geschiedvervalsing door de amusementsindustrie en holocaust-ontkenners. Ze stelt de vraag of het dagboek een getuigenis is, een verhaal van hoop, of het manuscript van een ambitieuze jonge vrouw. Lafon probeert grip te krijgen op de leegte die Anne Frank heeft achtergelaten. Ze gebruikt daarvoor ook de schaarse aanduidingen en het gedrag van haar eigen moeder en grootouders die de holocaust hebben overleefd. "Met haar woorden roept ze haar intieme drama's op en staat ze vandaag oog in oog met de geesten van haar joodse familie".

## Werk

### Romans en verhalen
- 2003 Une fièvre impossible à négocier
- 2007 De ça je me console
- 2011 Nous sommes les oiseaux de la tempête qui s’annonce
- 2014 La Petite Communiste qui ne souriait jamais. Nederlandse vertaling: De kleine Roemeense die nooit glimlachte. Vertaald door Manik Sarkar. Uitgeverij Signatuur, Amsterdam, 2015. ISBN 9789056725235
- 2017 Mercy, Mary, Patty
- 2022 Quand tu écouteras cette chanson. Nederlandse vertaling: Als je naar dit lied luistert. Een nacht in het Achterhuis. Vertaald door Katrien Vandenberghe. Uitgeverij De Arbeiderspers, Amsterdam, 2023. ISBN 9789029549882

### Albums
- 2006 Grandir à l'envers de rien
- 2022 Une vie de voleuse

- Bibsys: 1602157057442
- Biblioteca Nacional de España: XX1733794
- Bibliothèque nationale de France: cb139350557 (data)
- CiNii: DA20026517
- Gemeinsame Normdatei: 135483301
- International Standard Name Identifier: 0000 0000 7839 6798
- Library of Congress Control Number: no2007051271
- MusicBrainz: 695d08f3-42bc-4340-97c8-3f2861c28bd9
- Bibliotheek van het Japanse parlement: 032061681
- Nationale Bibliotheek van Tsjechië: xx0212874
- Nationale Bibliotheek van Israël: 987007317881305171
- Nederlandse Thesaurus van Auteursnamen: 391066706
- Istituto Centrale per il Catalogo Unico: LIGV001703
- Système universitaire de documentation: 084279826
- Virtual International Authority File: 80213945
- WorldCat: E39PBJdGK4WRbvdk3Xj6T3V6Kd